# Ovcearovo, Șumen
Ovcearovo (în bulgară Овчарово) este un sat în comuna Șumen, regiunea Șumen,  Bulgaria. 

## Demografie
Componența etnică a satului Ovcearovo
     Bulgari (97,31%)
     Nicio identificare (2,68%)
     Altele (0%)
La recensământul din 2011, populația satului Ovcearovo era de 149 locuitori. Din punct de vedere etnic, majoritatea locuitorilor (97,31%) erau bulgari. Pentru 2,68% din locuitori nu este cunoscută apartenența etnică.